# Seznam kulturních památek v Plané (okres Tachov)
Tento seznam nemovitých kulturních památek ve městě Planá v okrese Tachov vychází z  Ústředního seznamu kulturních památek ČR, který na základě zákona č. 20/1987 Sb., o státní památkové péči, vede Národní památkový ústav jako ústřední organizace státní památkové péče. Údaje jsou průběžně upřesňovány, přesto mohou obsahovat i řadu věcných a formálních chyb a nepřesností či být neaktuální. 
Pokud byly některé části dotčeného území vyčleněny do samostatných seznamů, měly by být odkazy na tyto dílčí seznamy uvedeny v úvodu tohoto seznamu nebo v úvodu příslušné sekce seznamu.

## Planá
|  | Kategorie „City walls of Planá “ na Wikimedia Commons | Hledat fotografie a kategorie ve Wikimedia Commons podle rejstříkového čísla památky | Nahrát snímek k tomuto tématu do úložiště Wikimedia Commons |  |

|  | Kategorie „Church of the Assumption (Planá) “ na Wikimedia Commons | Hledat fotografie a kategorie ve Wikimedia Commons podle rejstříkového čísla památky | Nahrát snímek k tomuto tématu do úložiště Wikimedia Commons |  |

|  |  | Hledat fotografie a kategorie ve Wikimedia Commons podle rejstříkového čísla památky | Nahrát snímek k tomuto tématu do úložiště Wikimedia Commons |  |

|  |  | Hledat fotografie a kategorie ve Wikimedia Commons podle rejstříkového čísla památky | Nahrát snímek k tomuto tématu do úložiště Wikimedia Commons |  |

|  |  | Hledat fotografie a kategorie ve Wikimedia Commons podle rejstříkového čísla památky | Nahrát snímek k tomuto tématu do úložiště Wikimedia Commons |  |

|  | Kategorie „John of Nepomuk column in Planá “ na Wikimedia Commons | Hledat fotografie a kategorie ve Wikimedia Commons podle rejstříkového čísla památky | Nahrát snímek k tomuto tématu do úložiště Wikimedia Commons |  |

|  | Kategorie „Town hall in Planá “ na Wikimedia Commons | Hledat fotografie a kategorie ve Wikimedia Commons podle rejstříkového čísla památky | Nahrát snímek k tomuto tématu do úložiště Wikimedia Commons |  |

|  |  | Hledat fotografie a kategorie ve Wikimedia Commons podle rejstříkového čísla památky | Nahrát snímek k tomuto tématu do úložiště Wikimedia Commons |  |

|  |  | Hledat fotografie a kategorie ve Wikimedia Commons podle rejstříkového čísla památky | Nahrát snímek k tomuto tématu do úložiště Wikimedia Commons |  |

|  |  | Hledat fotografie a kategorie ve Wikimedia Commons podle rejstříkového čísla památky | Nahrát snímek k tomuto tématu do úložiště Wikimedia Commons |  |

|  |  | Hledat fotografie a kategorie ve Wikimedia Commons podle rejstříkového čísla památky | Nahrát snímek k tomuto tématu do úložiště Wikimedia Commons |  |

|  | Kategorie „Brewery and mint building in Planá “ na Wikimedia Commons | Hledat fotografie a kategorie ve Wikimedia Commons podle rejstříkového čísla památky | Nahrát snímek k tomuto tématu do úložiště Wikimedia Commons |  |

|  |  | Hledat fotografie a kategorie ve Wikimedia Commons podle rejstříkového čísla památky | Nahrát snímek k tomuto tématu do úložiště Wikimedia Commons |  |

|  |  | Hledat fotografie a kategorie ve Wikimedia Commons podle rejstříkového čísla památky | Nahrát snímek k tomuto tématu do úložiště Wikimedia Commons |  |

|  |  | Hledat fotografie a kategorie ve Wikimedia Commons podle rejstříkového čísla památky | Nahrát snímek k tomuto tématu do úložiště Wikimedia Commons |  |

|  |  | Hledat fotografie a kategorie ve Wikimedia Commons podle rejstříkového čísla památky | Nahrát snímek k tomuto tématu do úložiště Wikimedia Commons |  |

|  |  | Hledat fotografie a kategorie ve Wikimedia Commons podle rejstříkového čísla památky | Nahrát snímek k tomuto tématu do úložiště Wikimedia Commons |  |

|  |  | Hledat fotografie a kategorie ve Wikimedia Commons podle rejstříkového čísla památky | Nahrát snímek k tomuto tématu do úložiště Wikimedia Commons |  |

|  |  | Hledat fotografie a kategorie ve Wikimedia Commons podle rejstříkového čísla památky | Nahrát snímek k tomuto tématu do úložiště Wikimedia Commons |  |

|  | Kategorie „Náměstí Svobody 42 (Planá) “ na Wikimedia Commons | Hledat fotografie a kategorie ve Wikimedia Commons podle rejstříkového čísla památky | Nahrát snímek k tomuto tématu do úložiště Wikimedia Commons |  |

|  |  | Hledat fotografie a kategorie ve Wikimedia Commons podle rejstříkového čísla památky | Nahrát snímek k tomuto tématu do úložiště Wikimedia Commons |  |

|  |  | Hledat fotografie a kategorie ve Wikimedia Commons podle rejstříkového čísla památky | Nahrát snímek k tomuto tématu do úložiště Wikimedia Commons |  |

|  |  | Hledat fotografie a kategorie ve Wikimedia Commons podle rejstříkového čísla památky | Nahrát snímek k tomuto tématu do úložiště Wikimedia Commons |  |

|  |  | Hledat fotografie a kategorie ve Wikimedia Commons podle rejstříkového čísla památky | Nahrát snímek k tomuto tématu do úložiště Wikimedia Commons |  |

|  |  | Hledat fotografie a kategorie ve Wikimedia Commons podle rejstříkového čísla památky | Nahrát snímek k tomuto tématu do úložiště Wikimedia Commons |  |

|  |  | Hledat fotografie a kategorie ve Wikimedia Commons podle rejstříkového čísla památky | Nahrát snímek k tomuto tématu do úložiště Wikimedia Commons |  |

|  |  | Hledat fotografie a kategorie ve Wikimedia Commons podle rejstříkového čísla památky | Nahrát snímek k tomuto tématu do úložiště Wikimedia Commons |  |

|  |  | Hledat fotografie a kategorie ve Wikimedia Commons podle rejstříkového čísla památky | Nahrát snímek k tomuto tématu do úložiště Wikimedia Commons |  |

|  | Kategorie „Náměstí Svobody 56 (Planá) “ na Wikimedia Commons | Hledat fotografie a kategorie ve Wikimedia Commons podle rejstříkového čísla památky | Nahrát snímek k tomuto tématu do úložiště Wikimedia Commons |  |

|  |  | Hledat fotografie a kategorie ve Wikimedia Commons podle rejstříkového čísla památky | Nahrát snímek k tomuto tématu do úložiště Wikimedia Commons |  |

|  |  | Hledat fotografie a kategorie ve Wikimedia Commons podle rejstříkového čísla památky | Nahrát snímek k tomuto tématu do úložiště Wikimedia Commons |  |

|  | Kategorie „Church of Saints Peter and Paul (Planá) “ na Wikimedia Commons | Hledat fotografie a kategorie ve Wikimedia Commons podle rejstříkového čísla památky | Nahrát snímek k tomuto tématu do úložiště Wikimedia Commons |  |

|  | Kategorie „Smírčí kříž (Plana) “ na Wikimedia Commons | Hledat fotografie a kategorie ve Wikimedia Commons podle rejstříkového čísla památky | Nahrát snímek k tomuto tématu do úložiště Wikimedia Commons |  |

|  | Kategorie „Saint John of Nepomuk chapel in Planá “ na Wikimedia Commons | Hledat fotografie a kategorie ve Wikimedia Commons podle rejstříkového čísla památky | Nahrát snímek k tomuto tématu do úložiště Wikimedia Commons |  |

|  |  | Hledat fotografie a kategorie ve Wikimedia Commons podle rejstříkového čísla památky | Nahrát snímek k tomuto tématu do úložiště Wikimedia Commons |  |

|  | Kategorie „Castle in Planá (Tachov District) “ na Wikimedia Commons | Hledat fotografie a kategorie ve Wikimedia Commons podle rejstříkového čísla památky | Nahrát snímek k tomuto tématu do úložiště Wikimedia Commons |  |

|  |  | Hledat fotografie a kategorie ve Wikimedia Commons podle rejstříkového čísla památky | Nahrát snímek k tomuto tématu do úložiště Wikimedia Commons |  |

|  |  | Hledat fotografie a kategorie ve Wikimedia Commons podle rejstříkového čísla památky | Nahrát snímek k tomuto tématu do úložiště Wikimedia Commons |  |

|  | Kategorie „Church of Saint Anne (Planá) “ na Wikimedia Commons | Hledat fotografie a kategorie ve Wikimedia Commons podle rejstříkového čísla památky | Nahrát snímek k tomuto tématu do úložiště Wikimedia Commons |  |

## Otín
| Památka                              | Fotografie                                                         | Rejstříkové číslo v ÚSKP                                                             | Sídelní útvar                                               | Poloha                                                              | Popis a poznámky |
| ------------------------------------ | ------------------------------------------------------------------ | ------------------------------------------------------------------------------------ | ----------------------------------------------------------- | ------------------------------------------------------------------- | --- |
| Kostel Jména Panny Marie (Q38044942) | \| \| \| \| \| \|                                                  | 38619/4-1834 Pam. katalog MIS                                                        | Otín                                                        | jihozápadní okraj vsi, st. 2 49°51′22,27″ s. š., 12°47′41,32″ v. d. | Kostel Jména Panny Marie. Volně stojící zděný orientovaný jednolodní kostel, s věží v ose západního průčelí a s polygonálním presbytářem, k němuž na severu přiléhá sakristie spojená v části lodi s márnicí. Původně gotický zřejmě již ze 13. století (stěny lodi), presbytář ze 2. třetiny 14. století, nepatrně mladší sakristie a jižní portál lodi. Barokní úpravy kolem roku 1760 (okna lodi), klasicistní po roce 1839 (věž, prodloužení lodi). Opuštěný, ve stavu zříceniny. Střecha nad lodí chybí, pouze na věži dochována jako vyšší osmiboký jehlanec a na presbytáři jako nízká sedlová střecha s plechovou krytinou. Márnice bez střechy. Památkově chráněno od 25. května 1964. |
|                                      | Kategorie „Holy Name of Mary Church in Otín “ na Wikimedia Commons | Hledat fotografie a kategorie ve Wikimedia Commons podle rejstříkového čísla památky | Nahrát snímek k tomuto tématu do úložiště Wikimedia Commons |                                                                     | |

## Křínov
| Památka           | Fotografie                                         | Rejstříkové číslo v ÚSKP                                                             | Sídelní útvar                                               | Poloha                                                             | Popis a poznámky |
| ----------------- | -------------------------------------------------- | ------------------------------------------------------------------------------------ | ----------------------------------------------------------- | ------------------------------------------------------------------ | --- |
| Kaple (Q37337048) | \| \| \| \| \| \|                                  | 17959/4-1836 Pam. katalog MIS                                                        | Křínov                                                      | západní okraj návsi, st. 4/2 49°51′14,5″ s. š., 12°48′54,32″ v. d. | Volně stojící zděná omítaná podélná kaple s pseudogotickými prvky s jednostranně valbovou střechou se sanktusníkem s jehlancovou helmou krytou plechem. Postavena patrně ve 2. polovině 19. století v místě starší kapličky. Památkově chráněno od 25. května 1964. |
|                   | Kategorie „Chapel in Křínov “ na Wikimedia Commons | Hledat fotografie a kategorie ve Wikimedia Commons podle rejstříkového čísla památky | Nahrát snímek k tomuto tématu do úložiště Wikimedia Commons |                                                                    | |

## Zliv
| Památka                               | Fotografie        | Rejstříkové číslo v ÚSKP                                                             | Sídelní útvar                                               | Poloha                                                                                          | Popis a poznámky |
| ------------------------------------- | ----------------- | ------------------------------------------------------------------------------------ | ----------------------------------------------------------- | ----------------------------------------------------------------------------------------------- | --- |
| Vojenské opevnění Řešanov (Q38486575) | \| \| \| \| \| \| | 46020/4-1998 Pam. katalog MIS                                                        | Zliv                                                        | vrch Hrotek, mezi osadami Řešanov a Boudy, pp. 1460, 1464 49°50′35,17″ s. š., 12°48′0,72″ v. d. | Tvrz Řešanov, archeologické stopy. Výrazně dochovaná opevněná lokalita, pravděpodobně se vážící k bitvě u Třebele v roce 1647, kdy se fronta táhla údolím Kosího potoka, a mohlo zajišťovat týl vojenského ležení. Lokalita zaujímá celý podlouhlý skalnatý hřbet. Skála se místy dostává nad povrch, zejména v severní části. Opevnění je tvořeno dvěma částmi, vyšší severní a o něco níže položenou jižní částí, obě jsou odděleny mírným sedlem. Severní část s prudšími severními a východními svahy je od západu opevněna šikmo do svahu vedoucím příkopem a vnějším valem (cesta?), pod severovýchodním a severním srázem je výrazná terasa, obklopující tento konec lokality. Na úpatí západního svahu a na jižním konci severní části jsou zřetelné terénní nerovnosti, snad zbytky objektů či jiných zemních zásahů. Jižní, níže položená část opevnění má rozlehlejší plochu, která je opět výrazně poznamenána zemními zásahy, které mohou pocházet jak z doby existence opevnění, tak i z doby pozdější. Jižní okraj této plochy je vymezen skalním hrotem, za nímž lokalitu z jihou obklopuje příkop a val, členěný v pravidelných rozestupech zářezy pro palné zbraně. Západní okraj jižní části je vymezen jen hranou terasy. Lokalita je pokryta smíšeným lesem a křovinami. Památkově chráněno od 26. února 1964. |
|                                       |                   | Hledat fotografie a kategorie ve Wikimedia Commons podle rejstříkového čísla památky | Nahrát snímek k tomuto tématu do úložiště Wikimedia Commons |                                                                                                 | |

## Vysoké Sedliště
| Památka                            | Fotografie                                                                     | Rejstříkové číslo v ÚSKP                                                             | Sídelní útvar                                               | Poloha                                                                                       | Popis a poznámky |
| ---------------------------------- | ------------------------------------------------------------------------------ | ------------------------------------------------------------------------------------ | ----------------------------------------------------------- | -------------------------------------------------------------------------------------------- | --- |
| Kostel svatého Václava (Q38193490) | \| \| \| \| \| \|                                                              | 18903/4-1977 Pam. katalog MIS                                                        | Vysoké Sedliště                                             | Vysoké Sedliště 23, na výšině nad vsí, st. 1, 2, pp. 2 49°50′2,23″ s. š., 12°46′16,56″ v. d. | Kostel sv. Václava. Dobře dochovaný barokní zděný orientovaný kostel obklopený bývalým hřbitovem s kaplí. Vystavěn v místech staršího patrně gotického kostela v letech 1704–1707, v obvodovém zdivu byla druhotně použitá celá řada opracovaných kvádrů, věž opravena po požáru v roce 1865. Kaple (márnice) i ohrazení barokní, soudobé s kostelem. Rozšíření hřbitova v 19. století (západní brána). - kostel - kaple (márnice), 10 m východně od kostela - ohradní zeď s 2 branami, západní a jižní Památkově chráněno od 26. února 1964. |
|                                    | Kategorie „Church of Saint Wenceslaus (Vysoké Sedliště) “ na Wikimedia Commons | Hledat fotografie a kategorie ve Wikimedia Commons podle rejstříkového čísla památky | Nahrát snímek k tomuto tématu do úložiště Wikimedia Commons |                                                                                              | |